# Enfermedad de Paget-Schrötter
La enfermedad de Paget-Schroetter es una enfermedad en la cual se forman trombos en el sistema venoso de los brazos. Este tipo de trombosis venosa profunda ocurre con mayor frecuencia en la vena axilar y la vena subclavia. 

## Presentación
Esta condición médica es relativamente rara. Se presenta con frecuencia de pacientes jóvenes y saludables, en hombres con mayor frecuencia que en las mujeres. El síndrome se denominó inicialmente como «trombosis inducida por esfuerzo» en la década de 1960, debido a que se reportó después de ejercicio físico intenso, sin embargo, también puede ocurrir espontáneamente.
Los signos y síntomas comprenden: aparición súbita de dolor, calor, rubor, cianosis (color morado) y edema (hinchazón) del miembro afectado. Esta dolencia debe ser tratada como una urgencia, aunque raramente causa embolia pulmonar.

## Tratamiento
El tratamiento convencional para este tipo de trombosis, es similar al de la trombosis venosa de miembros inferiores. Comprende anticoagulación con heparina (generalmente con heparina de bajo peso molecular) seguido de tratamiento con warfarina.

## Epónimo
El nombre de la enfermedad deriva de dos nombres: James Paget, el primero en proponer que la trombosis venosa puede causar dolor en la extremidad superior y edema, y Leopold von Schrötter que luego relacionó el síndrome clínico a trombosis de las venas axilares y subclavias.